# Mylesinus
A Mylesinus a csontos halak (Osteichthyes) főosztályának a sugarasúszójú halak (Actinopterygii) osztályába, ezen belül a pontylazacalakúak (Characiformes) rendjébe és a pontylazacfélék (Characidae) családjába tartozó nem.

## Rendszerezés
A nembe az alábbi 3 faj tartozik:
- Mylesinus paraschomburgkii Jégu, Santos & Ferreira, 1989
- Mylesinus paucisquamatus Jégu & Santos, 1988
- Mylesinus schomburgkii Valenciennes, 1850